# سرباز صفر
سرباز صفر (به انگلیسی: Troop Zero) یک فیلم سینمایی کمدی-درام آمریکایی محصول سال ۲۰۱۹ به کارگردانی برت و برتی، از فیلمنامه لوسی علیبر، نویسنده جانوران حیات وحش جنوب و با بازی وایولا دیویس، مکینا گریس، جیم گافیگان، مایک اپس، چارلی شاتول و الیسون جنی است.
اختتامیه این فیلم در جشنواره فیلم ساندنس در اول فوریه ۲۰۱۹ اکران جهانی داشت. در ۱۷ ژانویه ۲۰۲۰ توسط کمپانی آمازون استودیوز منتشر شد.
این دومین فیلم سینمایی بلند به کارگردانی برت و برتی است که از زمان دیدار این دو خانم در یک پروژه در سال ۲۰۰۵، با تبلیغات و فیلم کوتاه را با هم خلق کرده‌اند.

## فیلمبرداری
فیلمبرداری اصلی در ماه مه ۲۰۱۸ در مدسنویل، لوئیزیانا آغاز شد، و در لولینگ، لوئیزیانا به پایان رسید.

## انتشار فیلم
اولین نمایش جهانی آن در جشنواره فیلم ساندنس در تاریخ ۱ فوریه ۲۰۱۹ بود. این اولین فیلم سینمایی از استودیوی آمازون بود که به صورت فقط پخش جریانی در سرویس پرایم ویدئو در ۱۷ ژانویه ۲۰۲۰ منتشر شد.